# ミュージック・フォー・ネイションズ
ミュージック・フォー・ネイションズ（Music for Nations）は、かつて存在したイギリスのインディペンデント・レコードレーベル。主にヘヴィメタルやロックを対象にしている。MFNと略されることもある。世界最大のインディペンデント・レコード会社であったゾンバ・ミュージック・グループの子会社であった。2002年6月にゾンバ・ミュージックがBMGに買収され、BMG傘下のゾンバ・ミュージック傘下のレコード・レーベルとなった。サブ・レーベルに、アクティブ・レコード（Active Records）、アンダー・ワン・フラッグ（Under One Flag）、ビデオ・フォー・ネイションズ（Video For Nations）、ラフ・ジャスティス（Rough Justice）がある。ミュージック・フォー・ネイションズのリリースしたアルバムの多くが、フランスでプレスされている。
1983年に、マーティン・フッカーによって設立。設立後、間もなく契約したタンクやメタリカ、スレイヤー、メガデス、Exciterらによって、ミュージック・フォー・ネイションズはヨーロッパでも有数のヘヴィメタル、ロックレーベルとなった。特にメタリカは、ミュージック・フォー・ネイションズでリリースした3枚のアルバムがゴールドディスクとなっている。ミュージック・フォー・ネイションズが成長するにつれ、アメリカからのライセンスリリースだけでなく、自レーベルでの契約も行うようになる。それらには、パラダイス・ロスト、オーペス、アナセマ、クレイドル・オブ・フィルス、テスタメントといったバンドが含まれ、その他、数えきれないメタルバンドのアルバムがリリースされた。ミュージック・フォー・ネイションズは、クラシック・メタルとも契約しており、ミュージック・フォー・ネイションズ在籍中にイギリスでトップ40に入るアルバムをリリースする、Tigertailzのような、イギリスのバンドもいた。
ゾンバ・ミュージックの親会社であるBMGがソニー・ミュージックと合併し、ソニーBMGとなった2004年に、レーベルが公式に閉鎖される。このレーベルのカタログ（ロスト・ホライズンからフランク・ザッパまでがタイトルされたこともある）は親会社である、ゾンバ・ミュージック・グループで保持されることとなった。

## アーティスト一覧
- Acid Drinkers（1990–1992）（Under One Flag所属）
- Agent Steel
- Alaska
- Amplifier
- Anathema
- Anthrax
- Apes, Pigs & Spacemen
- Baby Tuckoo
- Battleaxe
- The Beyond
- Candlemass
- Chrome Molly
- Cradle of Filth
- Creation of Death（1991–1992）（Under One Flag所属）
- Darkmoon
- Dispatched
- Dead Potatoes（2003–2006）
- Drive She Said
- Earthshaker
- Entombed
- Exciter
- Exodus
- The Exploited（Rough Justice所属）
- Freak of Nature
- Godflesh
- Hed PE
- Hellion
- Helstar
- InMe
- Legs Diamond
- Lost Horizon
- Loudness
- Lowfive
- Manowar
- Eric Martin
- Meanstreak
- Megadeth
- Mercyful Fate
- Metallica
- Mike Tramp
- Mindfunk
- Nuclear Assault
- Opeth
- Paradise Lost
- Q5
- Ratt
- Rio
- The Rods
- Rogue Male
- Rox
- サルコファーゴ（1985–1986）
- Savatage
- Sirrah（1995–1999）
- Spiritual Beggars
- Jack Starr
- Sugarcreek
- Surgin
- Thrasher
- Tigertailz（1990–2005）
- TKO
- Tyketto
- Turbo（1990–1991）（Under One Flag所属）
- Robin Trower
- Twelfth Night
- Tygers of Pan Tang
- Venom（1989–1992）（Under One Flag所属）
- Virgin Steele
- W.A.S.P.
- Wolf Spider（1990–1991）（Under One Flag所属）
- Waysted
- Wendy O. Williams
- X Is Loaded